# Gustav Adolf Wilhelm von Ingenheim

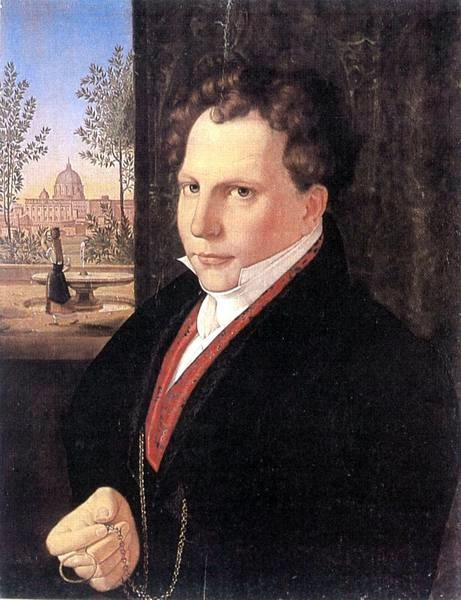
Gustav Adolf Wilhelm von Ingenheim

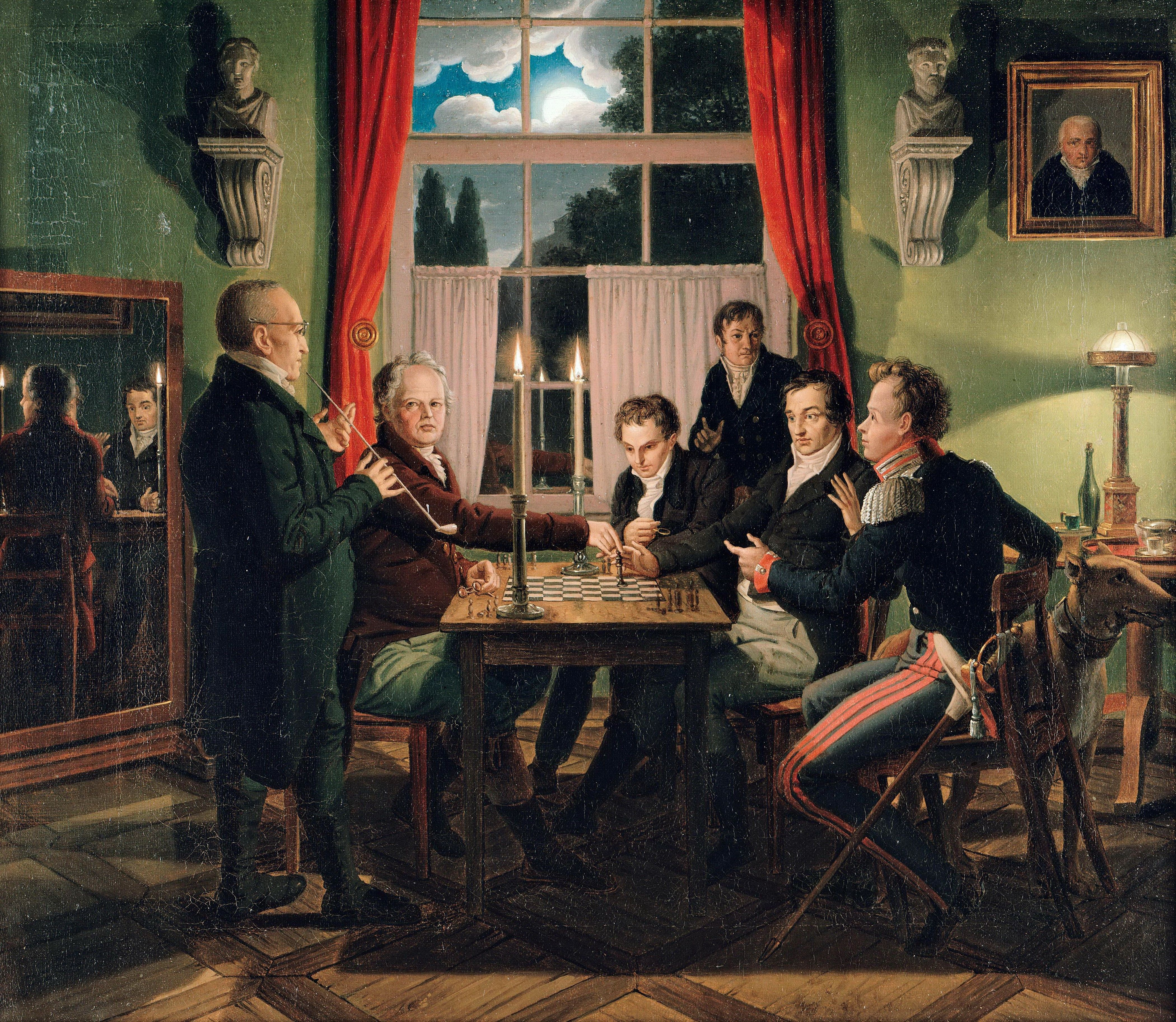
Schachpartie im Palais Voss, um 1819 (Gustav Adolf Wilhelm von Ingenheim als 3. Person von links)

Gustav Adolf Wilhelm Graf von Ingenheim (* 2. Januar 1789 in Berlin; † 4. September 1855 in Wiesbaden) war der Sohn von König Friedrich Wilhelm II. von Preußen und seiner morganatischen Gemahlin Julie von Voß, die am 12. November 1787 zur Gräfin von Ingenheim erhoben worden war.

## Leben
1810 wurde er königlicher Kammerherr und 1816 Wirklicher Geheimer Rat im Dienst seines Halbbruders, König Friedrich Wilhelm III. Er wurde während des Befreiungskrieges 1813 mit dem Eisernen Kreuz ausgezeichnet, nahm aber 1814 seinen Abschied.
Graf Ingenheim widmete sich dann seiner eigentlichen Leidenschaft, der Kunst, und baute eine Kunstsammlung auf. Er wohnte daher von Dezember 1816 bis März 1818 sowie mit Unterbrechungen 1822 bis 1833 in Italien. Sein Interesse ermöglichte dem Grafen die Aufnahme in die Expertengruppe zur Erwerbung neuer Kunstwerke in Italien für die neu entstandenen Berliner Museen. Von 1816 bis 1825 blieb er im königlichen Dienst.
Er führte abwechselnd in Rom und Berlin einen Salon und pflegte Kontakte zu zahlreichen Künstlern seiner Zeit z. B. Johann Erdmann Hummel, Aloys Hirt, Christian Daniel Rauch und Karl Friedrich Schinkel. Er betätigte sich als Mäzen und Unterstützer von Künstlern in Rom. So sicherte er Existenz und Ausbildung des Malers Bonaventura Genelli. Er unterstützte Moritz Daniel Oppenheim und Franz Ludwig Catel durch eigene Aufträge und das Herstellen von Kontakten am preußischen Hof. Seine Verwandtschaft mit dem König von Preußen nutzte er, um die finanzielle Unterstützung der  Forschungen des Archäologen Eduard Gerhard durch den preußischen Staat zu sichern.
In Deutschland zeigte Graf von Ingenheim seine Sammlung erst im Palais Voss in Berlin, dann in seiner Villa Ingenheim in Potsdam. Teile der Sammlung sind 1826 an das Königliche Museum in Berlin verkauft worden (u. a. 16 Antiken aus Marmor, 33 Terrakotten).
1825 konvertierten seine Halbschwester Julie von Brandenburg und ihr Gatte, Herzog Ferdinand Friedrich von Anhalt-Köthen, zur katholischen Kirche. 1826 trat auch Gustav Adolf Wilhelm von Ingenheim zum katholischen Glauben über, worauf er von König Friedrich Wilhelm III. aus Berlin verbannt wurde, was zum weitgehenden Verlust seiner Finanzmittel führte, die zur  Fortsetzung seiner Kunstsammlung notwendig gewesen wären.
Nach seinem Tod kam die Restsammlung 1883 in das Schloss Reisewitz, das seine Witwe gekauft hatte. Durch die Plünderung des Schlosses Reisewitz 1945 ist der Verbleib der Ingenheimschen Sammlung unbekannt.

## Familie und Nachkommen
Er war verheiratet mit Eugenie de Thierry (* 24. November 1808; † 17. März 1881), der Tochter von Etienne de Thierry und der Gräfin Marianne von der Mark. Seine Schwiegermutter war auch seine Halbschwester, beide waren Kinder des Preußenkönigs Friedrich Wilhelm II.
Das Paar hatte folgende Kinder:
- Julius Ferdinand Maria Laurentius (* 10. August 1827; † 28. März 1903) ⚭ Elisabeth zu Stolberg-Stolberg (1825–1907)
- Eugen (* 16. Juli 1837; † 16. Juli 1897)
- Marianna Camilla Romana, (* 17. Juli 1831; † 11. Juli 1915) ⚭ Heinrich Maria von Stillfried-Rattonitz (1828–1885)
- Franz (* 13. April 1846; † 6. Juni 1919) ⚭  Huberta von Francken-Sierstorpff (1854–1913), von ihm stammt die noch existierende Linie der Grafen von Ingenheim ab.